# 정상회담
정상회담(頂上會談)은 두 나라 이상의 국가원수들이 모여 여는 회담을 말한다. 남북정상회담, 한미정상회담, 한중일정상회담, 북미정상회담 등 2~3개의 특정 국가 간에 열리는 경우도 있고, 동아시아 정상회담, 아시아 유럽 정상회담 등 지역 단위로 비교적 많은 국가의 국가원수가 참석하는 경우도 있다.

## 정상 외교
정상외교(頂上外交)는 대통령, 주석, 군주, 총리(의원내각제) 등 국가원수들이 벌이는 외교이다. 과거에는 교통이 발달하지 않아 거의 없는 외교었으나 20세기 이후 비행기의 발명 등 교통이 발달하여 하루 안에 지구 반대편으로 가는 것이 가능해져 매우 흔한 외교가 되었다.